# ای.جی بوون
ای. جی بوون (به انگلیسی: A. J. Bowen) (زاده ۲۱ دسامبر ۱۹۷۷) بازیگر آمریکایی است.
از کارهای معروف او می‌توان به بازی در فیلم وحشت شیطانی اشاره کرد.

## فیلم‌شناسی
فهرست برخی از فیلم‌هایی که ای.جی بوون در آن‌ها به ایفای نقش پرداخته‌است:
- نمایش مورمور ۳(۲۰۰۶)
- تو بعدی هستی(۲۰۱۱)
- خورشید نمی‌درخشد (۲۰۱۲)
- هفت‌آیین(۲۰۱۳)
- میهمان(۲۰۱۴)
- هم‌زمانی(۲۰۱۵)
- وحشت شیطانی (۲۰۱۹)